# Magnolia duperreana
Espèce
Statut de conservation UICN

 DD  : Données insuffisantes
Magnolia duperreana est une espèce de plantes à fleurs de la famille des Magnoliaceae. C'est arbre trouvé en Asie.

## Description
C'est un arbre.

## Répartition et habitat
L'espèce est trouvée au Cambodge, en Thaïlande et au Viêt Nam.